# Пожар в Вологде (1920)
Пожар в Вологде 1920 года — событие, произошедшее в Заречном районе Вологды 1 августа 1920 года. В течение трёх часов огнем было уничтожено примерно 200 домов, Вологодская уездная больница и два завода.

## Ход пожара
Пожар начался на кожевенном заводе, из-за жаркого и сухого лета и сильного южного ветра огонь быстро перекинулся с завода на деревянные постройки, а потом и на жилые кварталы. Огневым потоком срывало части горящих крыш, перебрасывая их на другие здания, загорались всё больше домов.
Через примерно час-полтора после начала бедствия уже горели дома на Фрязиновской набережной (сейчас часть Набережной VI армии), которая была застроена двухэтажными особняками, сделанными из дерева.
Только благодаря смене направления ветра в восточную сторону спасла остальную часть района, огонь вышел к Введенскому кладбищу и оставил за собой полосу выжженной земли длиною более двух километров.

## Помощь пострадавшим
Утром 2 августа к пострадавшим прибыли кухни с горячей пищей и хлебом. Для оказания помощи была создана комиссия под руководством М. В. Мясникова и П. М. Андреева, которая проделала большую работу по расселению людей. Они получили помощь в виде одежды, обуви и мебели. «Петрокоммуна» послала пострадавшим несколько вагонов мебели.